# Wasnes-au-Bac
Wasnes-au-Bac è un comune francese di 578 abitanti situato nel dipartimento del Nord nella regione dell'Alta Francia.

## Società

### Evoluzione demografica
Abitanti censiti